# (15719) 1990 CF
(15719) 1990 CF est un astéroïde de la ceinture principale d'astéroïdes découvert en 1990.

## Description
(15719) 1990 CF a été découvert le 1er février 1990 à l'observatoire astronomique Dynic, basé à Kyoto, au Japon, par Atsushi Sugie.

### Caractéristiques orbitales
L'orbite de cet astéroïde est caractérisée par un demi-grand axe de 2,61 UA, un périhélie de 2,34 UA, une excentricité de 0,10 et une inclinaison de 14,29° par rapport à l'écliptique. Du fait de ces caractéristiques, à savoir un demi-grand axe compris entre 2 et 3,2 UA et un périhélie supérieur à 1,666 UA, il est classé, selon la JPL Small-Body Database, comme objet de la ceinture principale d'astéroïdes.

### Caractéristiques physiques
(15719) 1990 CF a une magnitude absolue (H) de 13,3 et un albédo estimé à 0,172.